# 索希耶達德 (莫拉桑省)

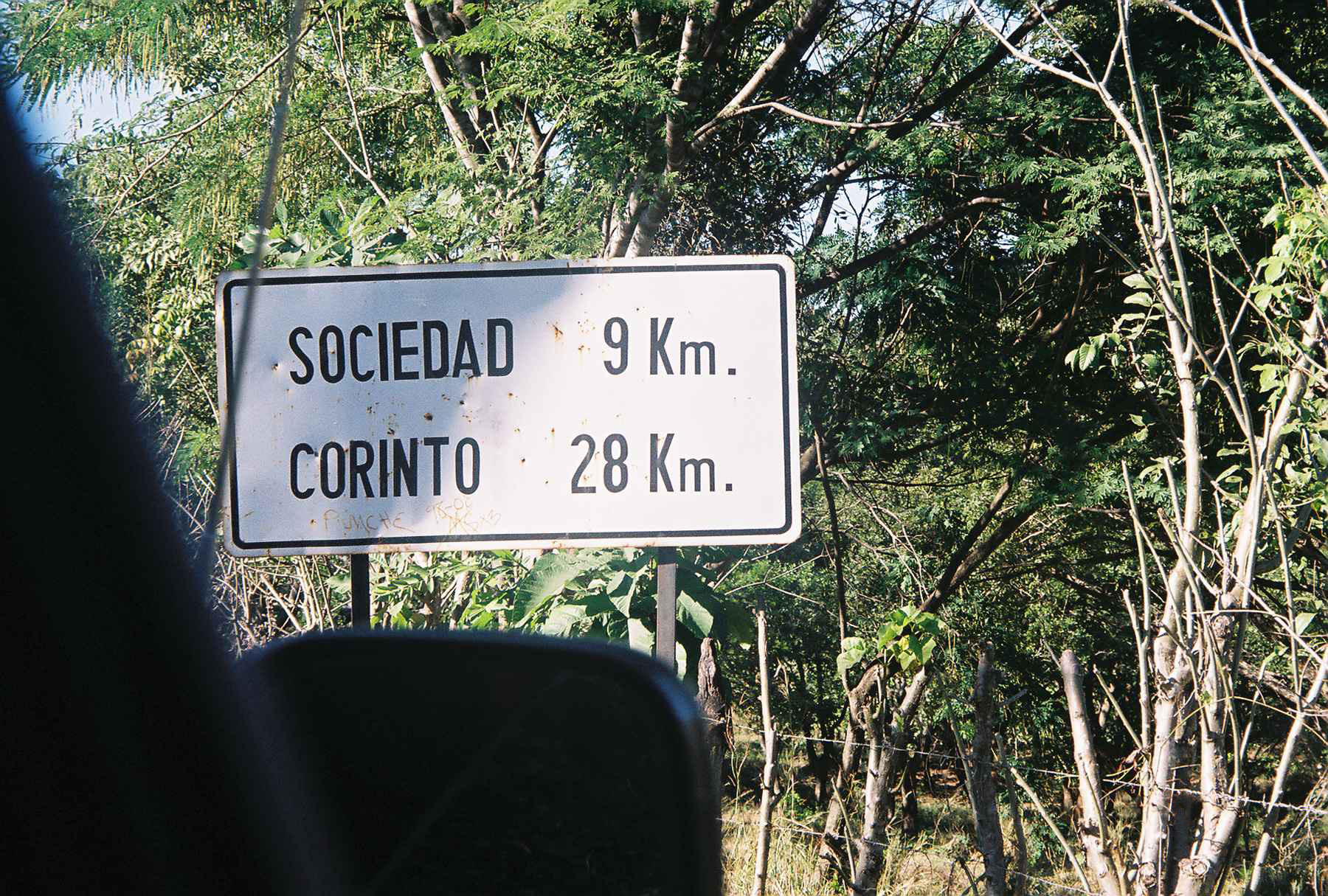

索希耶達德（西班牙語：Sociedad），是薩爾瓦多的城鎮，位於該國東北部，由莫拉桑省負責管轄，面積118.32平方公里，海拔高度366米，2007年人口11,406，人口密度每平方公里96.4人。
13°42′N 88°01′W / 13.700°N 88.017°W